# Ragnar Granit
Ragnar Arthur Granit (født 30. oktober 1900 i Riihimäki i Finland, død 12. marts 1991 i Stockholm i Sverige) var en finsk videnskabsmand som fik Nobelprisen i fysiologi eller medicin i 1967 sammen med Haldan Keffer Hartline og George Wald. 
Granit fik sin eksamen i 1927 ved det medicinske fakultet ved Universitet i Helsinki i Finland.  Da Finland blev angrebet af Sovjetunionen i 1940 under vinterkrigen 1939–1940, søgte Granit i en alder af 40 år tilflugt og fredfyldte omgivelser til sine studier og forskning i nabolandets hovedstad Stockholm. 
Samme år fik Granit svensk statsborgerskab, som gjorde det muligt for ham at forsætte sit arbejde uden at bekymre sig om krigen i Finland. Granit var finsk patriot gennem hele livet. Efter den finsk-russiske krig havde Granit hjemme i både Finland og Sverige.
Granit sagde at hans Nobelpris ”tilhører Finland og Sverige fifty-fifty”.